# بسط کانتور
یک قضیه بدیهی وجود دارد در منطق ارسطویی به ان نحو که جز از کل خود کوچکتر است؛ ولی در نظریه مجموعه‌ها کانتور یک قضیه دارد و نشان می‌دهد که در مجموعه‌های بی‌نهایت جز از کلش کوچکتر نیست پس ریشهٔ مغالطهٔ کانتور برمی گردد به تعریف او از عدد زوج. او عدد طبیعی زوج را 2k تعریف کرده و k را عضو اعداد طبیعی شمرده‌است. حال
آنکه این تعریف، منطقاً غلط است. چون خود k گاه اعداد طبیعی زوج هستند.
پس دو مجموعه به نام «مجموعه اعداد زوج» وجود دارند؛ یکی مجموعهٔ اعداد زوجی که زیر مجموعهٔ اعداد طبیعی اند، و دومی مجموعه اعداد زوجی که از ضرب عدد ۲ در تک تک اعداد طبیعی حاصل می‌شوند. روشن است که مجموعه اعداد طبعی زوج دوم، دو برابر مجموعه اعداد وج نخست، عضو خواهد داشت؛ و با روشن است که مجموعه اعداد زوج دوم زیر مجموعهٔ اعداد طبیعی نیست، تا جزء آن قلمداد شود بلکه این مجموعه، در واقع مجموعه اعضای اعداد طبیعی ضرب شده در عدد ۲ است. ادّعای کانتور، خودش را خفه می‌کند.
فرض کنیم که جزء، از کلّ خود کوچکتر نباشد. در این صورت، اجتماع نقیضین جایز خواهد شد؛ و اگر اجتماع نقیضین جای شد، هر استدلالی بی‌معنی خواهد شد. چون اساس تمام استدلال‌ها استحالهٔ تناقض است؛ و اگر استدلال بی‌معنی شد، تمام استدلالهای کانتور نیز ارزش خود رااز دست خواهند داد. پس فرضیّهٔ کانتور، خودش خودش را حلق آویز می‌کند؛ یعنی از فرض درستی فرضیّهٔ کانتور، نادرستی فرضیّهٔ او لازم می‌آید. همهٔ مسائل ریاضیات یقینی نیستند برای مثال، هندسهٔ اقلیدسی درست است یا هندسه‌های نا اقلیدسی؟
تفاوت اینها در یکی از اصول موضوعه‌های هندسهٔ اقلیدسی است. در خود همین مطلبی هم که گفتیم متوجّه شدید که چه مغالطه‌های ظریفی در وادی ریاضیات ممکن است رخ دهد، آن هم درتعاریف بنیادی.
دیگر ویژگی‌های مجموعه کانتور:
- مجموعه کانتور کلا ناهمبند است.
- مجموعه کانتور با مرز خود برابر است.
- نقاط انتهایی بازه‌های KnKn به KK تعلق دارند.
- مجموعه کانتور فشرده‌است.